# Sydlig sågfisk
Sydlig sågfisk (Pristis pristis, tidigare Pristis microdon, Pristis zephyreus samt Pristis perotteti) är en broskfiskart som beskrivits av Linnaeus 1758, Latham 1794, Müller & Henle 1841, samt av Jordan & Starks 1895. Pristis pristis ingår i släktet Pristis, och familjen sågfiskar. Inga underarter finns listade.
Arten är den längsta av alla rockor, och kan bli upp till max 7 meter och väga 600 kg. De flesta individer blir dock sällan över 5 meter. Den äldsta av alla rapporterade sågfiskar blev 30 år gammal, men åter igen blir de flesta inte riktigt så gamla.
Den befinner sig för det mesta nära ytan på djup upp till 10 meter. Den behöver tropiska vatten, men kan gå i såväl salt som sött vatten. Arten klassificeras som akut hotad (CR) av IUCN.